# 高野町消防本部
高野町消防本部（こうやちょうしょうぼうほんぶ）は、和歌山県伊都郡高野町の消防部局（消防本部）。管轄区域は高野町全域。

## 概要
- 消防本部：和歌山県伊都郡高野町大字高野山600番地
- 管内面積：137.08km2
- 職員定数：20人
- 消防署1カ所
- 主力機械（2023年4月1日現在）
  - 水槽付消防ポンプ自動車：1
  - 高規格救急自動車：2
  - 指令車：1
  - 救助工作車：1
  - 軽積載車：1
  - 小型救助車：1

## 沿革
- 1980年10月1日 – 高野町消防本部が発足。
- 2000年1月1日 – 高規格救急自動車の運用を開始。
- 2005年12月26日 – 高規格救急自動車2台体制での運用を開始。

## 消防署
| 消防署       | 住所              |
| ------------ | ----------------- |
| 高野町消防署 | 大字高野山600番地 |